# Уалі-хан
Уалі-хан (каз. Уәли хан; 1741–1819) — казахський правитель, хан Середнього жуза від 1781 до 1819 року.

## Життєпис
Султан Уалі брав участь у батькових походах до Джунгарського ханства та Середньої Азії. 1769 року гочолював казахське посольство, відряджене до Китаю.
1781 року, після смерті батька, був обраний новим ханом Середнього жуза. Право займати ханський трон підтвердили Петербург і Пекін.
Разом з тим, Уалі-хан не мав підтримки з боку казахської знаті й населення. У 1780-их роках казахи з окремих родів обрали своїм ханом Даїра, сина султана Барака.